# Elefantenpolo

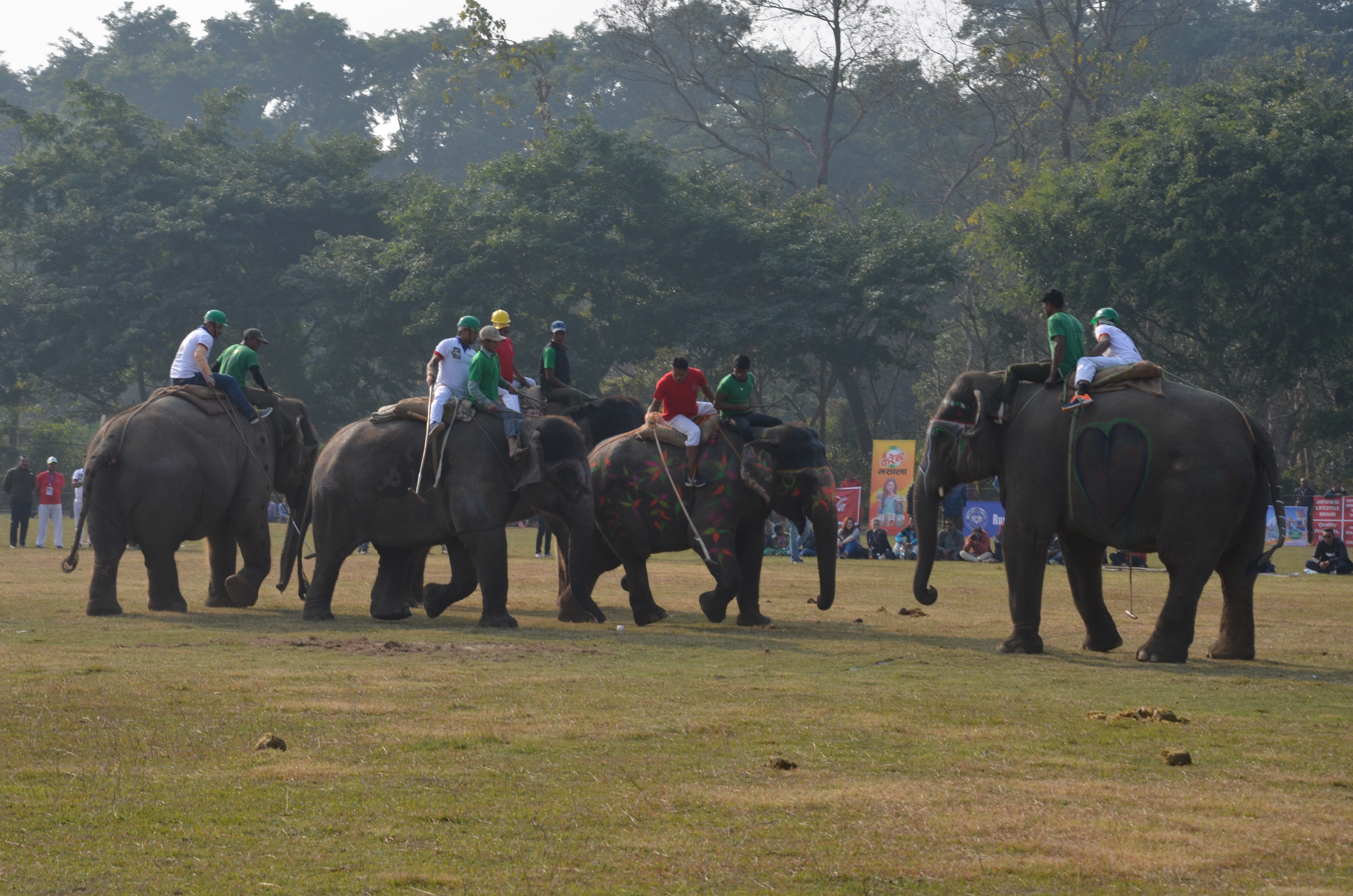
Elefantenpolo in Indien

Das Elefantenpolo ist eine Sportart, die dem Polo ähnelt, jedoch mit indischen Elefanten gespielt wird. Im Vergleich zum regulären Polo ist die Dauer der Chukka genannten Spielabschnitte kürzer, die Spielstöcke sind länger, und das Spielfeld ist kleiner.

## Allgemeines
Der internationale Verband der Spieler World Elephant Polo Association (WEPA) wurde 1982 in dem Resort Tiger Tops Jungle Lodge im Chitwan-Nationalpark gegründet. Seitdem organisiert der Verband Turniere in Nepal, Sri Lanka und Thailand. Die einwöchigen Weltmeisterschafts-Turniere werden alljährlich im November/Dezember auf dem Flugplatz Meghauly am Rand des Chitwan Nationalparks ausgetragen. Im Jahre 2009 fand dieses Turnier zum ersten Mal am Rande des Bardia Nationalparks statt.
Die meisten teilnehmenden Teams sind international besetzt mit Spielern aus Großbritannien, Indien, Hongkong, Sri Lanka, Thailand, Australien und Schweiz. Lediglich die Mannschaft Nepal National Parks besteht aus nepalischen Spielern.
An den Turnieren nehmen in der Regel 16 Elefanten teil, die zum Teil dem Nationalpark und zum Teil dem jeweiligen Gastgeber unterstellt sind. Die Turniere werden lediglich am Vormittag ausgetragen, damit die Elefanten am Nachmittag ruhen können. Im Spiel werden die Elefanten von einem Mahout gelenkt, während der Spieler sich hinter ihm auf einem strohgefüllten Kissen festhält und versucht, den Polo-Ball mit einem 2–3 m langen Schläger in das Tor der gegnerischen Mannschaft zu schießen.

## Spielregeln
Nach den von WEPA vereinbarten Spielregeln werden die Spiele auf einem 100–120 m × 70 m großen Spielfeld ausgetragen und reguläre Polo-Bälle (7–8 cm, 130 g schwer) verwendet. Jeweils zwei Mannschaften spielen gegeneinander, und jedes Team schickt 4 Spieler ins Spiel. In Thailand und Sri Lanka spielen jedoch nur 3 Spieler pro Team. Erfahrene Polo-Spieler gelten als handicapped.

Ein Spiel besteht aus zwei 10-minütigen Chukka-Spielabschnitten, die von einem Schiedsrichter angepfiffen und beendet werden. Die Pause zwischen den Chukkas dauert 15 Minuten. Zum zweiten Chukka werden die Elefanten ausgetauscht und wie bei vielen Ballspielen üblich auch die Spielrichtung gewechselt.

Die Elefanten erhalten nach jedem Spiel zur Stärkung Zuckerrohr oder mit Melasse, Reis und Salz gebackenes Kraftfutter und Wasser nach Belieben.

## Weltmeisterschaften
Chivas World Elephant Polo Championships (in Nepal).
| Jahr | WEPA Champions                                          | Quaiche Champions                                       |
| ---- | ------------------------------------------------------- | ------------------------------------------------------- |
| 1982 | James Manclark Team                                     | ―                                                       |
| 1983 | Tiger Tops Tuskers                                      | ―                                                       |
| 1984 | Tiger Tops Tuskers                                      | ―                                                       |
| 1985 | Tiger Tops Tuskers                                      | ―                                                       |
| 1986 | National Parks                                          | ―                                                       |
| 1987 | Tiger Tops Tuskers                                      | ―                                                       |
| 1988 | National Parks                                          | ―                                                       |
| 1989 | Oberoi Hotels & Resorts                                 | ―                                                       |
| 1990 | Grindlays Maharajahs                                    | ―                                                       |
| 1991 | National Parks                                          | ―                                                       |
| 1992 | Tiger Tops Tuskers                                      | ―                                                       |
| 1993 | J & B Rare Whisky                                       | ―                                                       |
| 1994 | National Parks                                          | ―                                                       |
| 1995 | International Distillers                                | ―                                                       |
| 1996 | National Parks                                          | ―                                                       |
| 1997 | Tiger Mountain                                          | ―                                                       |
| 1998 | Tiger Tops Tuskers                                      | Swissair Jumbos                                         |
| 1999 | National Parks                                          | Titanic Tracks                                          |
| 2000 | Tiger Tops Tuskers                                      | Eldorado                                                |
| 2001 | Chivas Regal                                            | Mongolian Nomads                                        |
| 2002 | National Parks                                          | Tickle & The Ivories                                    |
| 2003 | Tiger Tops Tuskers                                      | British Gurkha Gladiators                               |
| 2004 | Chivas Regal                                            | Aravali Polo                                            |
| 2005 | Chivas Regal                                            | Ireland Elephant Polo                                   |
| 2006 | Angus Estates                                           | National Parks                                          |
| 2007 | Chivas Regal                                            | Chopard Hongkong                                        |
| 2008 | Air Tuskers                                             | Tiger Tops Tuskers                                      |
| 2009 | National Parks                                          | Chivas Regal                                            |
| 2010 | EFG International                                       | Tiger Tops Tuskers                                      |
| 2011 | EFG International                                       | Tiger Tops Tuskers                                      |
| 2012 | Chinggis Khaan                                          | Afgani Phants                                           |
| 2013 | EFG Bank                                                | Pukka Chukkas                                           |
| 2014 | EFG-Equestrio Tigresses                                 | Rusty Kukris                                            |
| 2015 | EFG Bank                                                | Gal Oya Lodge                                           |
| 2016 | Tiger Tops Tuskers                                      | Gal Oya Lodge                                           |
| 2017 | und später nicht mehr dokumentiert, 2017/18 eingestellt | und später nicht mehr dokumentiert, 2017/18 eingestellt |

## Kritik
Elefantenpolo wird wegen der Tierhaltung und Dressurmethoden kritisiert. Nach Protesten von Tierschützern und Tierrechtlern wurden Elefantenpolo-Turniere in Thailand abgeschafft und hat das Guinness-Buch der Rekorde alle Einträge bezüglich Elefantenpolo gestrichen.